# أمير أبو النيل
أمير أبو النيل (27 فبراير 1989 بإعبلين في إسرائيل - ) هو لاعب كرة قدم إسرائيلي في مركز الوسط. لعب مع مكابي أخاء الناصرة وهبوعيل حيفا وHapoel Acre F.C. ‏.